# Mehrspieleradapter

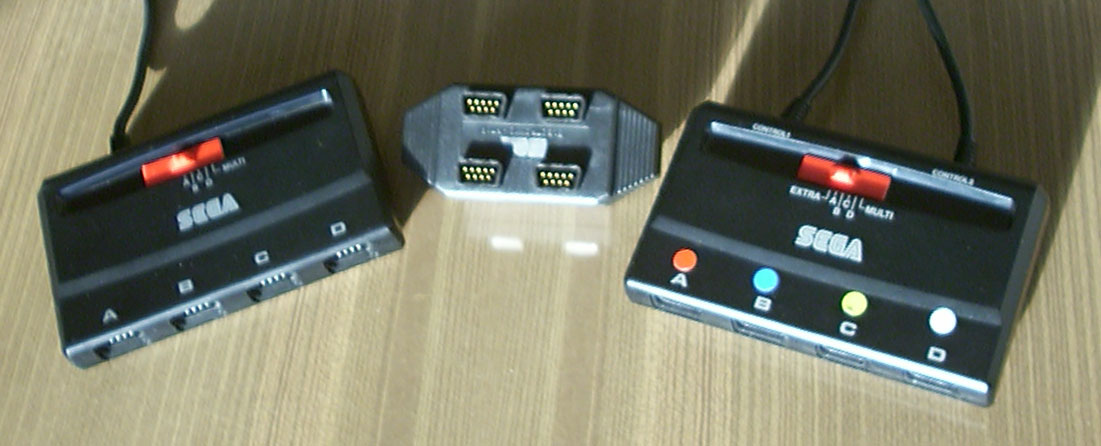
Die drei Mehrspieleradapter für den Sega Mega Drive.

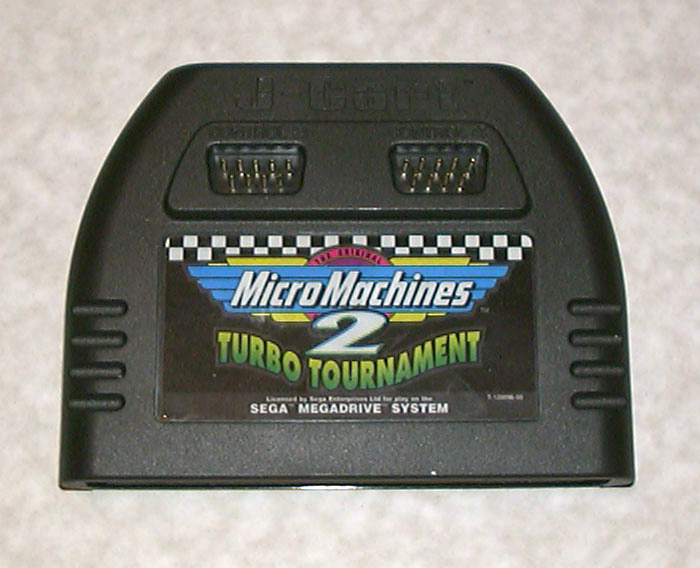
J-Cart von Codemasters

Ein Mehrspieleradapter (bauartbedingt teilweise auch als Vierspieleradapter bezeichnet, englisch multitap) ist ein Zubehörelement für Spielkonsolen, das den Anschluss von mehr Controllern zulässt, als am Grundgerät vorgesehenen sind. Ein Mehrspieleradapter hat häufig ein oder zwei Anschlüsse für die Konsole und bietet in der Regel drei bis fünf Anschlüsse für Controller.
Mehrspieleradapter erschienen unter anderem für die Konsolen NES, SNES, Sega Mega Drive, Sega Saturn, PlayStation und deren Nachfolger, sowie für Heimcomputer wie den Commodore 64, Amiga und Atari ST.
Codemasters beschritt mit der J-Cart für den Mega Drive einen anderen Weg, die Controller-Anschlüsse 3 und 4 befinden sich direkt am Spielmodul. Somit kann man ohne einen Mehrspieleradapter zu viert spielen. Mit der späten Markteinführung und der Abkehr vom Modul hin zur CD-ROM in der nächsten Konsolengeneration als Speichermedium war die J-Cart allerdings nur ein kurzlebiger Exot im Videospielmarkt.
Mit der Einführung von Konsolen wie dem Nintendo 64 oder der Sega Dreamcast, die bereits vier Anschlüsse bieten, sowie der steigenden Verbreitung von Onlinediensten speziell für diese Konsolen, sank die Bedeutung der Mehrspieleradapter. Mit der Einführung von kabellosen Controllern als Standard (siehe Xbox 360, PlayStation 3, Wii) sinkt die Bedeutung von Mehrspieleradaptern noch stärker.

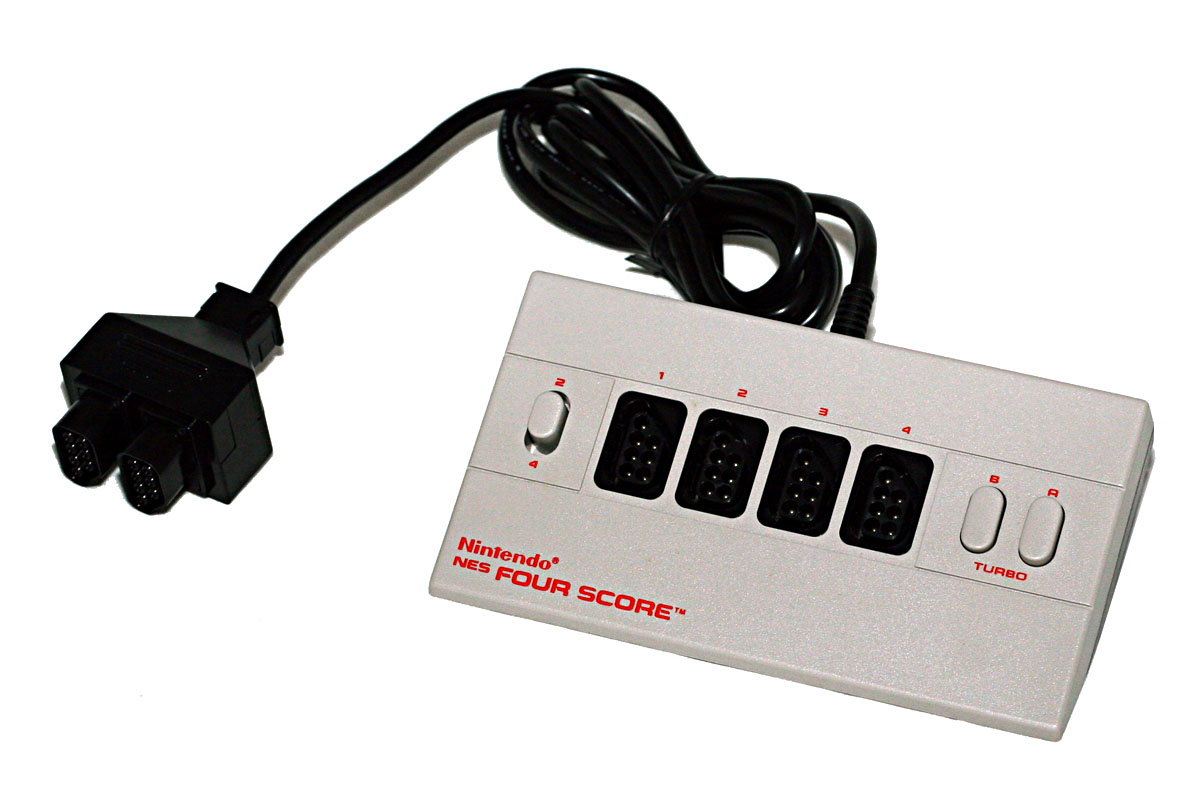
Four Score für das NES
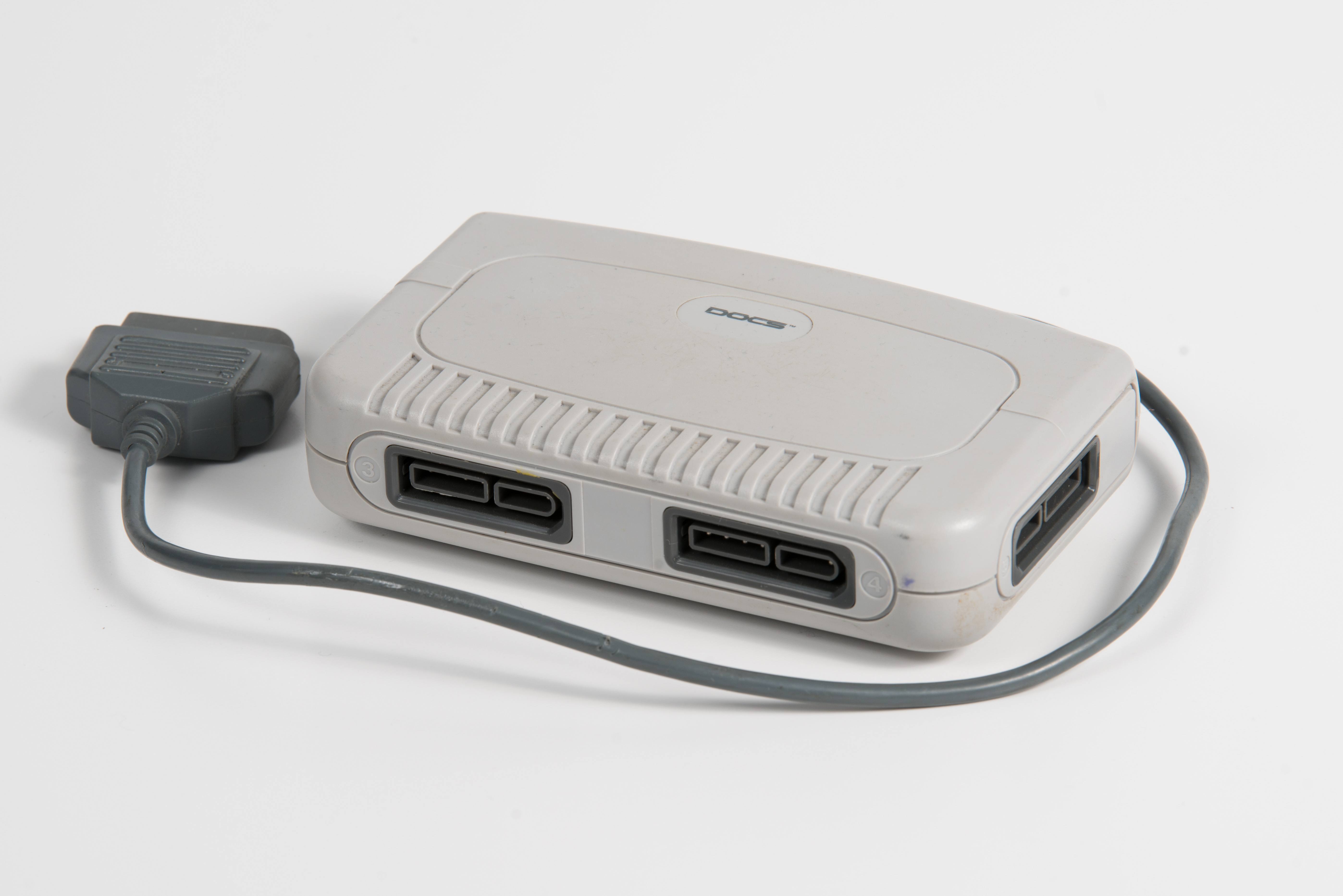
5-Spieler-Adapter für das SNES
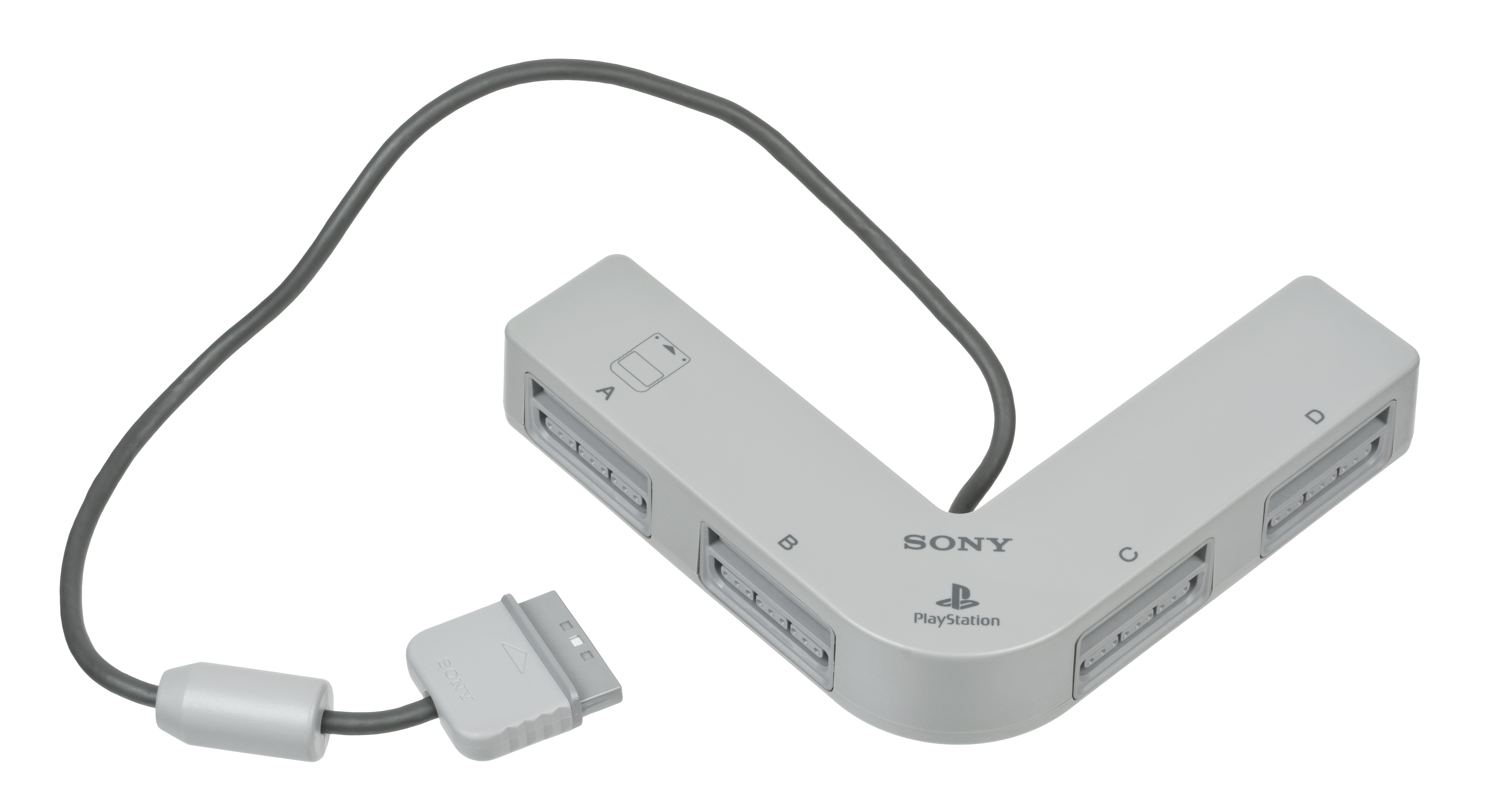
Multitap für die Playstation
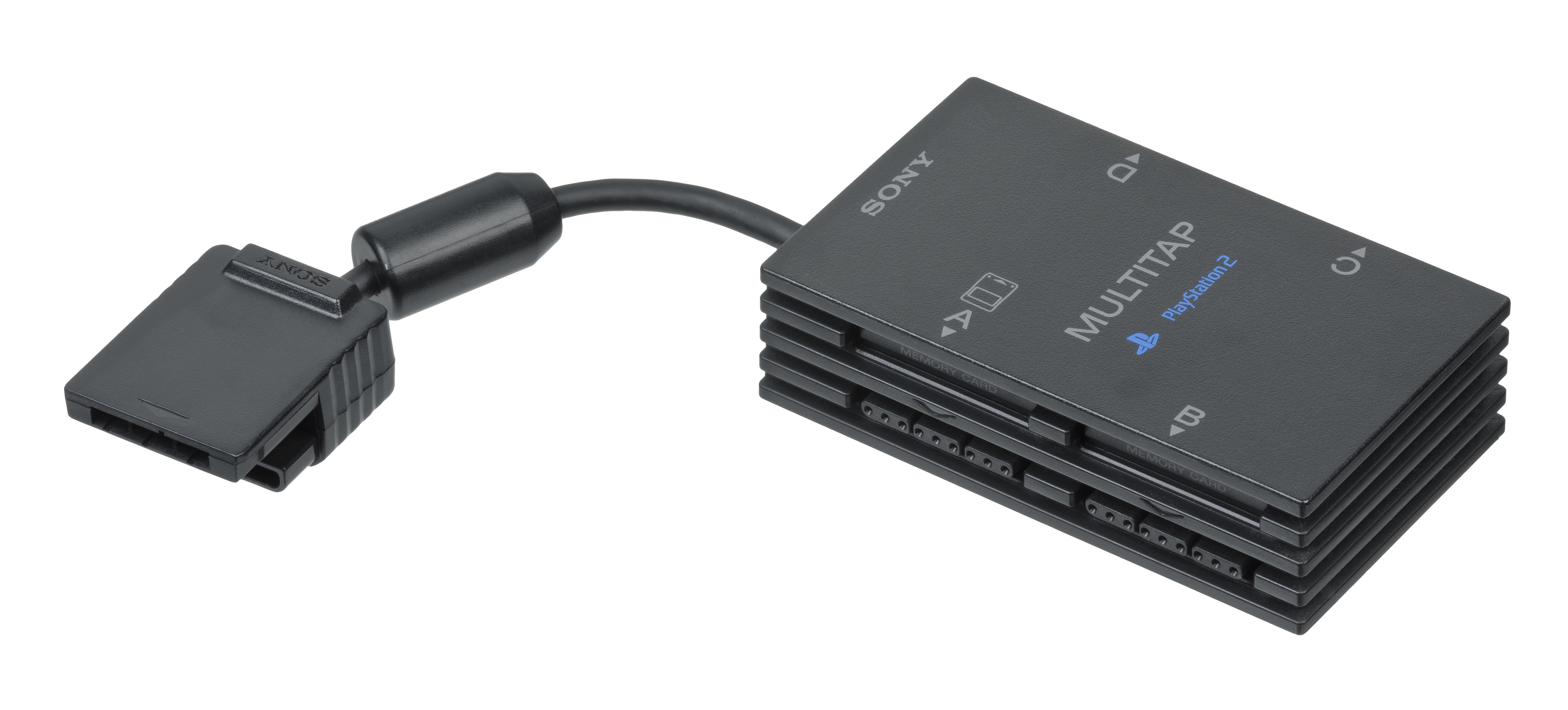
Multitap für die Playstation 2
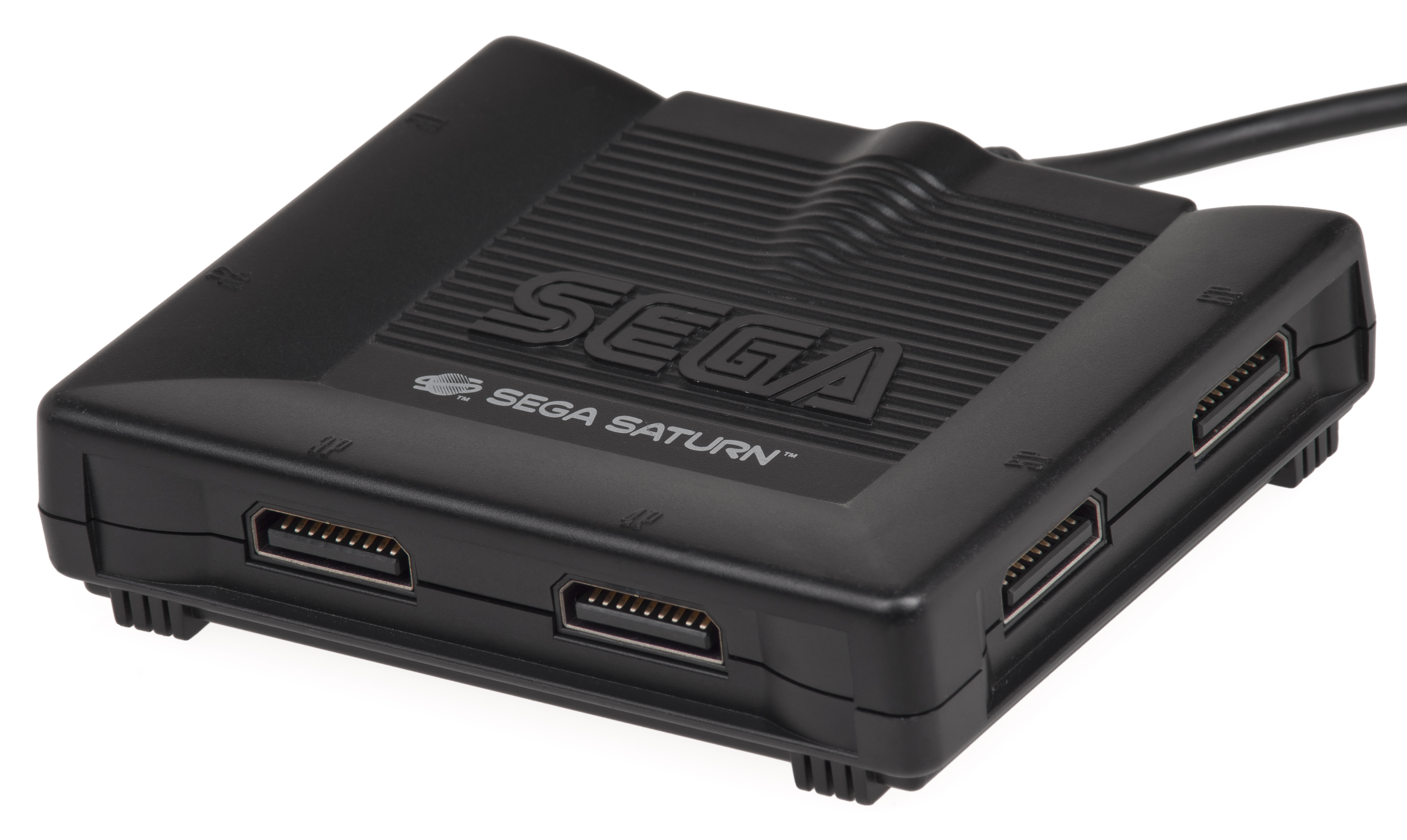
4-Spieleradapter für das Sega Saturn